# Andraž Šporar
Andraž Šporar (Liubliana, 27 de febrero de 1994) es un futbolista esloveno que juega de delantero en el Alanyaspor de la Superliga de Turquía.

## Trayectoria
Es hijo de Miha Šporar, un exfutbolista esloveno que desarrolló su carrera entre 1991 y 2010 en distintos clubes del país, entre ellos el NK Olimpija Ljubljana. Después de seguir los pasos de su padre en las categorías inferiores del club capitalino, en 2011 tuvo su primera oportunidad con el Interblock Ljubljana de segunda división.
En la temporada 2012-13 debutó con el Olimpija Ljubljana en la Prva SNL. En su primer año consiguió un total de 11 tantos en 28 partidos, convirtiéndose en el delantero centro titular. A lo largo de sus cuatro temporadas allí no ganó ningún título, pero sí mejoró sus registros goleadores al punto de ser convocado por la selección eslovena sub-21. En la edición 2014-15 fue el máximo anotador verdiblanco con 13 goles, y en el primer tramo de la 2015-16 hizo 17 goles en 18 partidos, casi uno por encuentro.
Aunque su nombre estuvo vinculado a equipos de la Premier League como el Liverpool F.C. o el Tottenham Hotspur, fue finalmente el F.C. Basilea suizo quien pudo ficharle en diciembre de 2015, en un traspaso valorado en 3 millones de euros. Al no contar con minutos en el primer equipo, fue cedido al Arminia Bielefeld para la temporada 2017-18.
En enero de 2018 fichó por el Slovan Bratislava de la Fortuna Liga. Firmó un contrato hasta 2021.[cita requerida]

## Selección nacional
En noviembre de 2016 recibe su primera convocatoria para participar de la selección de Eslovenia para los partidos contra Malta y Polonia. Debuta contra Malta, reemplazando a Milivoje Novakovič en el minuto 83.

### Participaciones en Eurocopas
| Copa          | Sede     | Resultado        | Partidos | Goles |
| ------------- | -------- | ---------------- | -------- | ----- |
| Eurocopa 2024 | Alemania | Octavos de final | 4        | 0     |

## Clubes
| Club                         | País       | Año       |
| ---------------------------- | ---------- | --------- |
| Interblock Ljubljana         | Eslovenia  | 2011-2012 |
| N. K. Olimpija Ljubljana     | Eslovenia  | 2012-2015 |
| F. C. Basilea                | Suiza      | 2016-2018 |
| Arminia Bielefeld (cedido)   | Alemania   | 2017      |
| Š. K. Slovan Bratislava      | Eslovaquia | 2018-2020 |
| Sporting C. P.               | Portugal   | 2020-2022 |
| S. C. Braga (cedido)         | Portugal   | 2021      |
| Middlesbrough F. C. (cedido) | Inglaterra | 2021-2022 |
| Panathinaikos F. C.          | Grecia     | 2022-2025 |
| Alanyaspor                   | Turquía    | 2025-     |

## Palmarés

### Títulos nacionales
| Título                      | Club                    | País       | Año  |
| --------------------------- | ----------------------- | ---------- | ---- |
| Superliga de Suiza          | F. C. Basilea           | Suiza      | 2016 |
| Superliga de Suiza          | F. C. Basilea           | Suiza      | 2017 |
| Copa de Suiza               | F. C. Basilea           | Suiza      | 2017 |
| Copa de Eslovaquia          | Š. K. Slovan Bratislava | Eslovaquia | 2018 |
| Superliga de Eslovaquia     | Š. K. Slovan Bratislava | Eslovaquia | 2019 |
| Copa de la Liga de Portugal | Sporting C. P.          | Portugal   | 2021 |
| Copa de Portugal            | S. C. Braga             | Portugal   | 2021 |
| Copa de Grecia              | Panathinaikos F. C.     | Grecia     | 2024 |

### Distinciones individuales
| Distinción                     | Año              |
| ------------------------------ | ---------------- |
| Once ideal de la Liga eslovena | 2014-15, 2015-16 |